# Clayton Ince
Clayton Ince (* 13. července 1972) je bývalý trinidadsko-tobažský fotbalový brankář, naposledy hrající za trinidadský klub T&TEC SC. Zúčastnil se fotbalového MS 2006 v Německu.